# Сан Феличе а Канчело
Сан Феличе а Канчело је насеље у Италији у округу Казерта, региону Кампанија.
Према процени из 2011. у насељу је живело 16571 становника. Насеље се налази на надморској висини од 59 м.

## Становништво
| 1951.  | 1961.  | 1971.  | 1981.  | 1991.  | 2001.  | 2011.  |
| ------ | ------ | ------ | ------ | ------ | ------ | ------ |
| 13.854 | 15.371 | 13.954 | 15.392 | 16.771 | 16.769 | 17.110 |